# Martina Pechová
Martina Pechová (ur. 31 października 1977 w Pradze) – czeska koszykarka występująca na pozycji środkowej, reprezentantka kraju.

## Osiągnięcia
Na podstawie, o ile nie zaznaczono inaczej.
Drużynowe
- Wicemistrzyni:
  - Polski (2003)
  - Węgier (2002)
  - Czech (1996, 1997, 2001)
- Brązowa medalistka mistrzostw Czech (1998, 2000, 2004)
- Zdobywczyni Pucharu Węgier (2002)
- Finalistka Pucharu Czech (1996–2001, 2004)
- Uczestniczka rozgrywek:
  - Euroligi (2001–2004)
  - Pucharu Ronchetti (1996–1998, 1999–2001)
  - Eurocup (2004/05)

Indywidualne
- Uczestniczka meczu gwiazd PLKK (2003)[3]

Reprezentacja
- Brązowa medalistka uniwersjady (1997)
- Uczestniczka mistrzostw Europy:
  - 1997 – 9. miejsce, 1999 – 5. miejsce, 2001 – 9. miejsce
  - U–18 (1994 – 10. miejsce)